# .ng
.ng és el domini de primer nivell territorial (ccTLD) de Nigèria.
El 13 de maig de 2009, la IANA (Internet Assigned Numbers Authority) va completar el procés de redelegació del domini .ng des d'autoritats temporals cap a les actuals nigerianes. Durant molts anys, el contacte tècnic del nom de domini .ng era Randy Bush, un pioner d'Internet. Després del procés liderat per IANA, el contacte tècnic és ara un administrador nigerià de DNS, mentre que el contacte administratiu és el president de la Nigeria Internet Registration Association.
Per accelerar el procés de registre dels dominis .ng, NIRA ha acreditat un primer grup de 29 registradors de domini, la majoria dels quals són empreses nigerianes. Els registradors estan repartits entre categories "platí", "or", "plata" i "estàndard".

## Dominis de segon nivell
- com.ng – domini obert, entitats i negocis comercials
- org.ng – domini semiobert, organitzacions no comercials
- gov.ng – domini tancat, organitzacions governamentals
- edu.ng – institucions acadèmiques
- net.ng – infraestructura d'ISPs
- sch.ng - escoles secundàries
- name.ng  - domini obert
- mobi.ng  - domini obert, apropiat per a dispositius mòbils
- mil.ng  - domini tancat (només entitats militars nigerianes)

A més, la NIRA es reserva el dret de registrar dominis especials directament sota .ng (per exemple, google.ng).